# Ghetoul Baia Mare
Ghetoul Baia Mare a fost un ghetou nazist aflat în Baia Mare, sub administrația Ungariei fasciste, activ în primăvara anului 1944. În urma a 2 transporturi, 5.916 evrei au fost deportați la Auschwitz, unde majoritatea au fost omorâți.